# John Casey (matemático)
John Casey (12 de mayo de 1820 - 3 de enero de 1891) era un respetado geómetra irlandés. Es conocido por el teorema de Casey, una extensión del Teorema de Ptolomeo que versa sobre un círculo que es tangente a otros cuatro círculos. Contribuyó al campo de la geometría euclidiana con varias demostraciones y enfoques novedosos. Émile Lemoine y Casey son considerados los cofundadores de la geometría moderna del círculo y el triángulo.

## Semblanza
Casey nació en Kilbehenny, Limerick, Irlanda, y se educó en la localidad de Mitchelstown. Comenzó a trabajar como profesor de la Junta de Educación Nacional, y más adelante se convirtió en director de las Escuelas Modelo Centrales en la ciudad de Kilkenny. Posteriormente ingresó en el Trinity College de Dublín en 1858, donde fue elegido escolar en 1861 y recibió el título de bachiller en 1862. A patir de entonces accedió sucesivamente a los puestos de Maestro de Matemáticas en la Kingston School (1862-1873), Profesor de Matemáticas Superiores y Física Matemática en la recién fundada Universidad Católica de Irlanda (1873-1881) y profesor de Matemáticas en su sucesor, el University College de Dublín (1881-1891).

## Honores y premios
En 1869, la Universidad de Dublín le otorgó el Título Honorario de Doctor en Derecho, siendo nombrado miembro de la Royal Society en junio de 1875. Elegido miembro de la Real Academia de Irlanda, en 1878 le otorgó la codiciada Medalla de Oro de Cunningham, y en 1880 se convirtió en miembro de su consejo. Su trabajo fue reconocido entre otros por el Gobierno de Noruega, y resultó elegido miembro de la Societe Mathematique de France en 1884. También recibió el título honorario de Doctor en Derecho por la Universidad Real de Irlanda en 1885.

## Principales trabajos
- 1880: On Cubic Transformations
- 1881: On Cyclides and Sphero-quartics, en Internet Archive
- 1882: The First Six Books of the Elements of Euclid, enlace con el Proyecto Gutenberg
- 1885: A Treatise on the Analytic Geometry of the Point, Line, Circle and Conic Sections, Second edition, 1893, enlaces con Internet Archive
- 1886 A Sequel to the First Six Books of Euclid, 4th edition, enlace con Internet Archive
- 1886: A Treatise on Elementary Trigonometry (Dublin, 1886)
- 1888: A Treatise on Plane Trigonometry containing an account of the Hyperbolic Functions
- 1889: A Treatise on Spherical Geometry, enlace con  Internet Archive

## Lecturas relacionadas
- Carlyle, Edward Irving (1901). "Casey, John". Diccionario de Biografía Nacional (1er suplemento) . Londres: Smith, Elder & Co.
- Artículo de la Enciclopedia Católica de 1913 sobre John Casey
- "James Maher, Jefe de los Comeraghs, Mullinahone, 1957, pp 295-299.